# John Buchan
John Buchan (Perth, Skócia, 1875. augusztus 26. – Montréal, Kanada, 1940. február 11.) Tweedsmuir és Elsfield 1. grófja, skót származású angol történész, politikus, Kanada főkormányzója, író.

## Élete

### Ifjúkora
Buchan Skóciában született 1875. augusztus 26-án. Pathead bányavárosában nőtt fel, idősebb John Buchan és Helen Masterson gyermekeként. Édesapja és édesanyja erős nemzeti érzelműek voltak, s így ugyanez igaz lett gyermekeikre. A szülők a skót dalok megtanítása mellett nagy hangsúlyt fektettek, hogy gyermekeik valamennyien ismerjék Skótföld történetét és kultúráját. Buchan vidéki gyermekként egyedül fedezte fel a környéket, és a természetet. Horgászott, vadászott és a helyiekkel barátkozott. Későbbi írói munkásságát gyermekkori élményei döntően befolyásolták.

### Politikai és írói pályafutása
1900-ban (a második búr háború kitörését követően) Londonba költözött. 1901-től Alfred Milner magántitkára volt. A háború végeztével Dél-Afrikába utazott, és a háború utáni rendezésben segédkezett. A menekülttáborokban adminisztrációs és jogi munkát végzett. Hazatérését követően megismerte Arthur Nelson könyvkiadót, és még ebben ez évben megírta a The African Colony (Szabad fordításban: Az afrikai gyarmat) című művét.
Az első világháború kitörésekor jelentette meg Thirty-Nine Steps (Harminckilenc lépcsőfok) című regényét amelyet szintén a Dél-Afrikában töltött időszak, és egy közeli barátja inspirált. Ezen művéből 1935-ben Alfred Hitchcock készített filmet azonos címmel.
Buchan és családja Kanadába vándorolt, ahol a neves írót és politikust 1935. november 1-jén Kanada főkormányzójává nevezték ki. Ezt megelőzően kapta meg Tweedusmir és Elsfield grófságát, amivel a nemesek sorába lépett.

### Családja
1907-ben feleségül vette Susan Grosvenort akitől négy gyermeke született:
- Alice Buchan (? - ?)
- John Buchan (1911-1996)
- William (1916-2008)
- Alastair (1918-1976)

## Művei (válogatás)

### Krimik
- A hat Richard-Hannay-regény:
  - The Thirty-Nine Steps), 1915
  - Greenmantle, 1916
  - Mr Standfast, 1918
  - The Three Hostages, 1924
  - The Courts of the Morning, 1929
  - ''The Island of Sheep aka The Man From the Norlands, 1936

### Kalandregények
- Prester John, 1910
- A négy Edward-Leithen-regény:
  - The Power House, 1916
  - John MacNab, 1925
  - The Dancing Floor, 1926
  - Sick Heart River, 1941

### Novellák
- The Outgoing of the Tide, 1902
- The Runagates Club, 1928
- The Wind in the Portico, 1928

### Életrajzok
- Augustus
- Sir Walter Scott
- The Marquis of Montrose
- Oliver Cromwell

### Magyarul
- A fekete császár; ford. Turchányi Tihamér; Athenaeum, Bp., 1922